# Bellingshausen (forskningsstation)

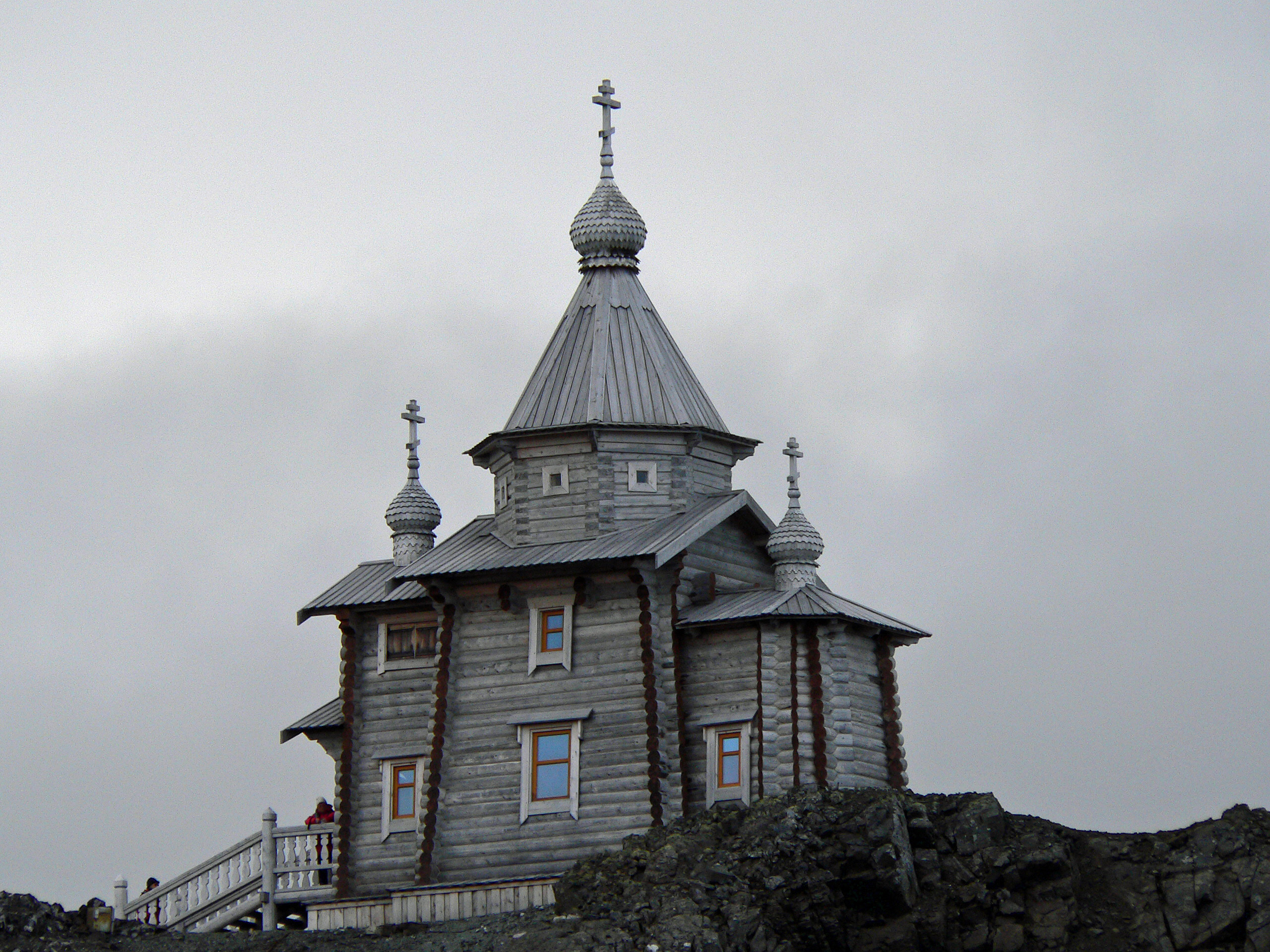
Trefaldighetskyrkan invigdes 2004

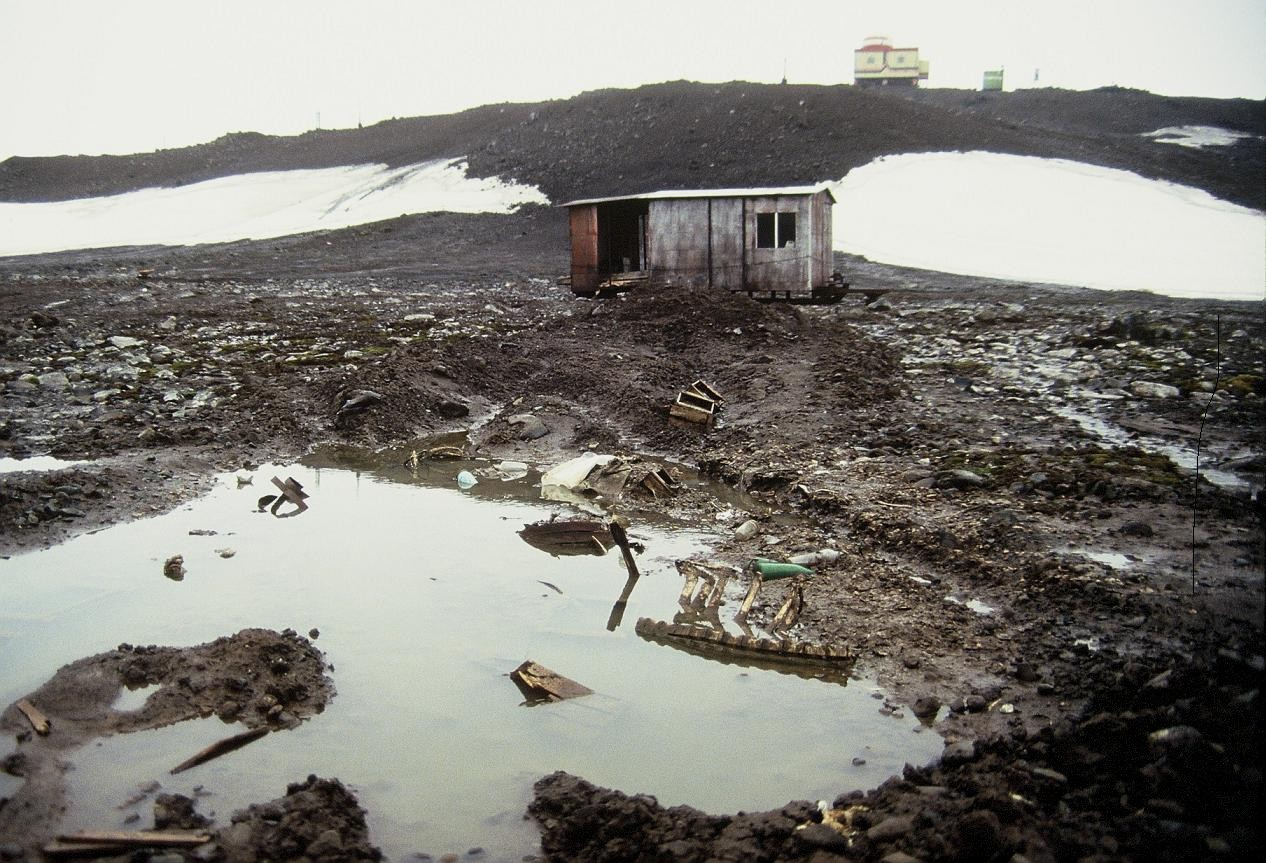
1992 var Bellingshausenstationen en av Antarktis mest förorenade platser

Bellingshausenstationen är en permanent, rysk station på King George Island (Sydshetlandsöarna) i Antarktis. Den öppnades 1968, och blev en viktig bränsledepå för den sovjetiska fiskeflottan. Stationen har uppmärksammats för sina miljöproblem, men även för den 2004 invigda Trefaldighetskyrkan. 
Närmaste befolkade plats är Base Presidente Eduardo Frei Montalva, 2,0 km sydväst om Bellingshausen Station.
Stationen har fått sitt namn efter balttyske Fabian von Bellingshausen, som 1819-1821 ledde den första ryska expeditionen till Antarktis.